# Mitsuyoshi Tarui
Mitsuyoshi Tarui (垂井 光吉?, Tarui Mitsuyoshi; Prefettura di Okayama, 29 luglio 1915 – Nuova Guinea, 18 agosto 1944) è stato un aviatore e militare giapponese, famoso asso dell'aviazione da caccia del Dai-Nippon Teikoku Rikugun Kōkū Hombu, il servizio aeronautico dell'Esercito imperiale giapponese, durante le Guerre di confine sovietico-giapponesi e la seconda guerra mondiale. È accreditato dell'abbattimento di 38 velivoli nemici.

## Biografia

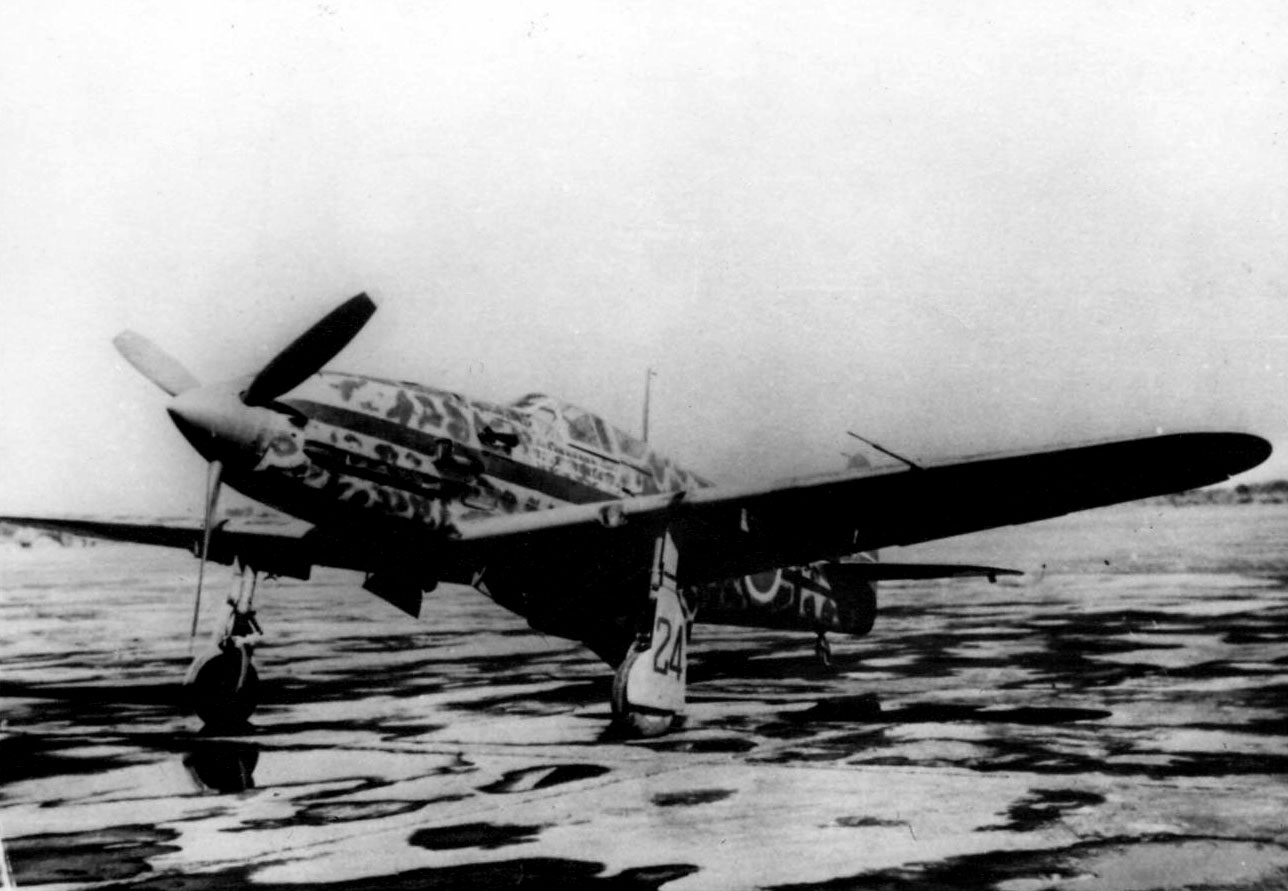
Un caccia Kawasaki Ki-61 Hien.

Nacque il 29 luglio 1915 nella prefettura di Okayama. Iscrittosi al programma di addestramento per giovani piloti nel febbraio 1934, fu mandato alla scuola di volo dell'esercito a Tokorozawa (Tokorozawa Rikugun Koku Seibi Gakkō) dove conseguì il brevetto di pilota militare. Completò l'addestramento come pilota da caccia ad Akeno e fu mandato al 1° Hikō Rentai a Gifu. Nel maggio 1939 avvenne l'incidente di Nomonhan, e il 1° Hikō Sentai fu mandato in Manciuria. Il 10 di quel mese truppe di cavalleria della Mongolia sconfinarono in territorio giapponese, venendo subito ricacciate oltre confine dalla cavalleria del Manchukuo. La cavalleria mongola ripassò il confine più volte nei giorni successivi, provocando quindi l'intervento dell'armata del Kwantung che entrò in territorio mongolo. A difesa dell'alleato intervennero, in base al patto di reciproca difesa stilato nel 1936 e su ordine diretto di Stalin, le truppe dell'Armata Rossa, e il conflitto crebbe subito di intensità. Il 1° Hikō Sentai arrivò a Dubosi il 22 giugno, rischierandosi a Kanjur Miao il 24 dello stesso mese. Compì poche sortite operative sotto la direzione del 24° Hikō Sentai, senza incontrare il nemico, e la sera del 26 giugno, con il grado di sergente maggiore, decollò dal campo d'aviazione di Caiyansuo, insieme al caporale Arai. Durante il volo la formazione giapponese fu attaccata dall'alto da 50 a 60 aerei da combattimento sovietici, innescando una battaglia aerea in cui furono abbattuti un totale di sei aerei, due dei quali furono le sue prime vittorie, a spese di caccia Polikarpov I-15. Durante l'attacco a Tamsk del 28 giugno, lo squadrone atterrò in territorio nemico e salvò il capo volo, il tenente Fujio Honma, che si era lanciato con il paracadute dopo essere entrato in collisione con il velivolo di Arai. Da allora fu impiegato in ogni battaglia aerea. Fino al 15 settembre, giorno della proclamazione dell'armistizio, volando sui Nakajima Ki-27 conseguì 28 vittorie aeree, secondo asso dell'aviazione giapponese dietro a Hiromichi Shinohara.
Rientrato in Giappone nel dicembre 1940 entrò all'Accademia aeronautica dell'esercito uscendone con il grado di sottotenente nel luglio 1941, rientrando al 1° Hikō Sentai. Dopo l'entrata in guerra dell'Impero giapponese, il 7 dicembre 1941, combatté in Malesia, Sumatra e a Giava sino al marzo 1942 venendo promosso tenente. Nell'aprile 1943 fu assegnato al 68° Hikō Sentai operante a Wewak, in Nuova Guinea, equipaggiato con i caccia Kawasaki Ki-61 Hien.
Le forze giapponesi erano in svantaggio nella battaglia aerea nel sud-est e il morale stava diminuendo, quindi supportò abilmente il capitano Shogo Takeuchi, comandante del 2° Chutai. La sua personalità allegra, calma e audace gli face guadagnare una grande fiducia da parte sia dei sottoposti che dei suoi superiori. In combattimento aereo abbatté più di 10 aerei militari statunitensi, compreso il primo Republic P-47 Thunderbolt abbattuto in quell'area. L'aereo da caccia Ki-61 Hien era soggetto a frequenti guasti al motore e anche Tarui si schiantò nelle "Demon Sepik Wetlands" e fu salvato dalla gente del posto rientrando alla base. Con questo tipo di velivolo effettuò tre atterraggi di emergenza in sei mesi, ed ebbe due cedimenti del propulsore in volo. In primavera il 2° Chutai perse i suoi aerei quando l'esercito americano sbarcò a Hollandia, e i sopravvissuti abbandonarono l'aerodromo e si ritirarono a piedi verso Salmi, nella Nuova Guinea occidentale.
Cadde in combattimento il 18 agosto 1944 ucciso durante un mitragliamento compiuto dagli aerei americani. Alcuni sopravvissuti riferirono che rimasto gravemenre ferito, prima di morire si era voltato verso nord congiungendo le mani e gridando Tenno Heika Banzai!. All'epoca aveva ottenuto ulteriori 10 vittorie aeree, e fu promosso postumo al rango di capitano.

### Fonti
1. 1 2 3 4 5 6 7 8 9 10  Hata, Izawa, Shores 2012, p. 265.
2. ↑  Sakaida 1997, p. 88.
3. 1 2 3 4 5 6 7 8 9 10 11  Hata, Izawa, Shores 2012, p. 266.
4. 1 2  Millman 2015, p. 42.
5. ↑  Sakaida 1997, p. 8.
6. ↑  Sakaida 1997, p. 16.
7. 1 2  Millman 2015, p. 43.